# Klaus-Peter Hennig
Klaus-Peter Hennig (* 2. Mai 1947 in Bremen) ist ein ehemaliger deutscher Leichtathlet und dreimaliger Deutscher Meister im Diskuswurf.
1968 nahm Hennig an den Olympischen Spielen in Mexiko-Stadt im Diskuswurf teil, wo er mit 53,80 m in der Qualifikation scheiterte wie auch bei den Olympischen Spielen 1972 in München, hier mit einer Weite von 58,64 m. Bei den Europameisterschaften 1971 belegte er den elften Platz.
Hennig startete zunächst für Preußen Münster und wechselte dann zu TSV Bayer 04 Leverkusen. Als Leverkusener war er 1971, 1973 und 1975 Deutscher Meister im Diskuswurf. Seine Bestweite von 64,80 m erreichte er 1972.
Er gab zu, gedopt zu haben.